# Челпанов, Александр Владимирович
Алекса́ндр Влади́мирович Челпа́нов (08.09.1955) — военно-морской деятель, контр-адмирал, третий командир тяжёлого авианесущего крейсера проекта 11435 Северного флота «Адмирал флота Советского Союза Кузнецов» с 20 апреля 1995 года по 28 сентября 2000 года. 

## Служба
20 апреля 1995 г. командование крейсером принял контр-адмирал А.В.Челпанов. Корабль продолжал подготовку к боевой службе. «Адмирал Кузнецов» вновь занял 1-е место на СФ за успешную стрельбу по морской цели главным ракетным комплексом. Но во время очередного выхода в море ТАВКР попал в шторм, засолив трубки главных котлов и потеряв ход. Крейсер нуждался в серьезном заводском ремонте, но его ожидал поход в Средиземное море, где натовские авианосцы бомбили города бывшей теперь Югославии. В год 300-летия Российского флота «Кузнецову» надлежало во главе АМГ демонстрировать в этом неспокойном районе свой флаг.
23 декабря 1995 г. «Адмирал Кузнецов» (бортовой № 063) впервые вышел на БС в Средиземное море. В возглавляемую им АМГ под командованием контр-адмирала В. Г. Доброскоченко (старший на борту — первый заместитель главкома ВМФ РФ адмирал И. В. Касатонов) входили ЭМ «Бесстрашный», многоцелевая АПЛ «Волк», танкер «Днестр» и буксир СБ-406 Северного флота, СКР «Пылкий» и танкер «Олекма» Балтийского флота, а также буксир «Шахтер» и танкер «Иван Бубнов» из состава Черноморского флота. Авиагруппа ТАВКР включала 13 самолетов Су-33, 2 — Су-25УТГ и 11 вертолетов Ка-27, Ка-27ПС и Ка-29 из состава 57-й СКАД (командир — генерал-майор Т. А. Апакидзе).
Поход начался в сложных метеоусловиях. Уже на выходе из Кольского залива корабли попали в семибалльный шторм, а у мыса Нордкап вышли из строя два главных котла с потерей мощности ГЭУ. Первые восемь полетов состоялись только 29 декабря в районе западного побережья Великобритании, палубные Су-33 выполнили три учебных перехвата британских и голландских патрульных самолетов «Орион» и «Нимрод». Затем по погодным условиям (шторм на маршруте перехода) полеты прекратили. Спустя 10 суток, в ночь на 4 января 1996 г., АМГ прошла Гибралтар. Из-за проблем с котлами «Кузнецов» следовал малым ходом. Тем не менее 4 и 5 января полеты авиации были возобновлены. При этом Су-33 неоднократно осуществляли перехваты самолетов базовой патрульной авиации стран НАТО «Атлантик» и «Нимрод». 7 января «Кузнецов» стал на якорь у берегов Туниса, и до 17-го числа на нем устраняли неисправности. Там же впервые состоялись обмены визитами российских и американских моряков (авианосец «Америка»), при этом на палубу «Кузнецова» совершили посадку два вертолета SH-60 «Си Хок». Некоторые российские летчики в ходе проведения совместных учений летали в качестве вторых пилотов на американских палубных самолетах и вертолетах (в том числе В.Г.Пугачев — на истребителе F-14 «Томкэт», Т.А.Апакидзе — на противолодочном S-3A «Викинг»). В свою очередь, российские вертолеты более 30 раз садились на ВПП кораблей 6-го флота ВМС США, а командующий 6-м флотом адмирал Пиллинг с группой офицеров подробно ознакомился на борту «Кузнецова» с палубным истребителем Су-33.
С 19 по 23 января Су-33 выполнили 67 полетов. Вертолеты Ка-27 отрабатывали поиск ПЛ. 24 января корабль принимал запасы, стоя на якоре, а 26 января взял курс к берегам Сирии. На переходе два Су-33 осуществили перехват пары истребителей F-16 ВВС Израиля.
С 28 января по 2 февраля состоялся деловой заход в сирийский порт Тартус, а 3 февраля «Кузнецов» вновь вышел в море. К тому времени ситуация с котлами на авианосце еще больше осложнилась. В Средиземное море на БЗРК «Кавказ» срочно вышел начальник Главного штаба ВМФ вице-адмирал В.Е.Селиванов. 4 февраля у о.Крит он сменил адмирала И.В.Касатонова и поднял на ТАВКР свой флаг. Было проведено внеплановое учение по буксировке «Адмирала Кузнецова» спасательным буксиром «Шахтер».
8 — 9 февраля корабли АМГ попали в пыльную бурю (!), а после пополнения запасов в точке 52 на границе территориальных вод Ливии и Египта взяли курс на Мальту. Визит «Кузнецова» в Ла-Валлетту продлился с 17 по 18 февраля, после чего из-за проблем с котлами и надвигавшегося шторма был прерван, и корабль снова вышел в открытое море.
2 марта впервые на Средиземном море прошло летно-тактическое учение (ЛТУ) в ближней и дальней зоне ПВО АМГ с отработкой истребителями задач по перехвату самолетов и атакующих крылатых ракет. Отсутствие на борту самолетов и вертолетов РЛД компенсировалось организацией полуавтономного патрулирования Су-33 по данным выдвинутого на угрожаемое направление корабля РЛД — ЭМ «Бесстрашный».
6 марта корабли соединения прошли Гибралтар и вышли в Атлантику. В британской зоне ответственности ТАВКР был взят на сопровождение фрегатом «Шеффилд», вертолет которого с разрешения российского адмирала садился и взлетал с палубы «Кузнецова».
На завершающем этапе похода, по прохождении Фарерско-Исландского рубежа, наши корабли приняли участие в командно-штабных учениях СФ. 20 марта палубные Су-33 успешно отражали ракетную атаку условного противника (четыре Ту-22М3), перехватив с участием корабля РЛД (ЭМ «Бесстрашный») бомбардировщики на 450-км удалении от центра охраняемого ордера. В ходе этих учений на одном из Су-33 (М.Ф.Савицкий) произошел частичный отказ одного двигателя. В условиях
отсутствия запасных аэродромов пилот сумел с первого захода посадить аварийную машину на палубу «Кузнецова» (позже за это он был удостоен звания Героя России). 22 марта 1996 г. ТАВКР ошвартовался у своего причала в Видяеве.
Всего за время похода кораблем было пройдено более 14 156 миль, выполнено 524 полета самолетами и 996 вертолетами, фактически перехвачено 12 воздушных целей, обнаружены две иностранные ПЛ, отработаны учебно-боевые задачи по двум своим ПЛ, успешно проведены ракетно-артиллерийские стрельбы, в том числе главным ударным комплексом. Осуществлявшая задачу дальнего противолодочного обеспечения крейсера АПЛ «Волк» (капитан 2 ранга С.Справцев) выполнила скрытное длительное слежение за несколькими натовскими субмаринами, включая одну американскую АПЛ типа «Лос-Анджелес». При этом первый выход «Кузнецова» на БС в Средиземное море, по воспоминаниям участников, проходил в очень сложных условиях и стоил личному составу большого напряжения сил. Главным образом это касалось электромеханической БЧ. Из-за низкой квалификации личного состава, а также конструктивных недостатков ряда систем, имели место отказы техники. Например, броски напряжения в электросети приводили к частым выходам из строя блоков ПНК ЛАК, систем госопознавания, блоков РЛС. Много нареканий вызывала работа ОСП «Луна», требовавшая постоянной настройки. Так, при ее отказе пилот Су-33 (бортовой № 86) был вынужден посадить свою машину на палубу «визуально». Частые несанкционированные отключения (переключения) подачи электропитания вызывали необходимость повторного выставления инерциальной системы курсовертикали ЛАК, задерживая тем самым плановые вылеты. Были отказы и в гидросистеме складывания крыла Су-33 при подготовке к полету. Но самое неприятное — к концу боевой службы из восьми главных котлов в строю осталось два. Домой корабль возвращался, следуя вокруг Британских островов малым ходом, а самолеты летали с ограничениями по взлетной массе, без подвесного ракетного вооружения.
8 апреля 1996 г. крейсер поставили на СРЗ-35 («Севморпуть») для прохождения усиленного навигационного ремонта. С помощью ЧСЗ вновь отремонтировали главные котлы с заменой трубок и установили два дополнительных испарителя типа П-4, сняв проблему дефицита котельной воды. После завершения ремонта, с июля 1998 г. ТАВКР обеспечивал боевую подготовку палубной авиации, в августе участвовал в учениях под флагом Верховного Главнокомандующего ВС РФ.
С 26 марта по 2 апреля 1999 г. «Адмирал Кузнецов» занимался боевой подготовкой, пройдя за 193 ходовых часа 750 миль. В октябре 1999 г. крейсер обеспечивал в Баренцевом море ЛКИ нового двухместного палубного учебно-боевого самолета Су-27КУБ. Первые посадка и взлет с палубы состоялись 6 октября (В.Г.Пугачев и Р.Кондратьев), а 7 октября Пугачев вновь посадил Су-27КУБ на палубу, место второго пилота занимал командующий СФ адмирал В.А.Попов. 16 октября Т.А.Апакидзе впервые посадил Су-33 на палубу «Адмирала Кузнецова» в условиях полярной ночи.
В общей сложности, за первые 10 лет службы корабль прошел 75 тыс. миль: в 1991 г. — 15650, в 1992г. — 5012, в 1993г. — 5095, в 1994г. — 5397 и в 1995г. — 5467.
По ряду причин, прежде всего воздействия влажности и низких температур, небрежности и низкой квалификации личного состава, к 1999 г. вышли из строя один из главных котлов, один ГТЗА и ряд систем и механизмов корабля.

Осенью 2000 г. ТАВКР готовился выйти на БС в Средиземное море, но после ее отмены, в связи с гибелью АПЛ «Курск», был поставлен в ремонт на СРЗ-35. 28 сентября 2000 г. в командование кораблем вступил капитан 1 ранга А.В.Турилин.
Уволен в отставку в связи с возбуждением уголовного дела.
Уголовное дело, возбужденное по статье 285 (Причинение материального ущерба государству), было прекращено в связи с раскаянием, признанием вины, погашением ущерба и применением акта амнистии.
После выхода в отставку долгое время работал в мэрии города Солнечногорска Московской области, уволен по компрометирующим обстоятельствам. В дальнейшем работал в компании МЕЧЕЛ, но был уволен за воровство. Работал в других коммерческих фирмах, где похитил значительные денежные средства. Возбуждено уголовное дело по ч.4 ст.159 УК РФ ( мошенничество в особо крупных размерах), предъявлено обвинение, материалы направлены в суд.

## Награды
- Орден «За службу Родине в Вооружённых Силах СССР» 3-й степени,,
- Орден «За военные заслуги».